# SmartMedia

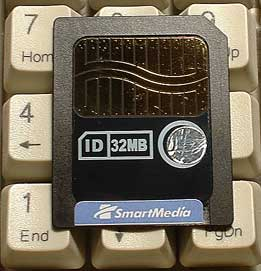
SmartMedia

SmartMedia – typ karty pamięci wprowadzony na rynek w 1996 r. Karta ta wygląda jak miniaturowa dyskietka o wymiarach 45x37x0,76 mm. Zasilana jest napięciem 3,3 V lub 5,0 V (starsze modele). Posiada 22 styki do połączenia z urządzeniem obsługiwanym, standardowo jest to cyfrowy aparat fotograficzny. Dostępne są moduły o pojemności do 128 MB. Obecnie wycofana z produkcji z powodu niskich pojemności maksymalnych i zastąpiona innymi kartami, np. xD.